# Émile Frézot
Émile Frézot, né le 11 novembre 1916, à Argent-sur-Sauldre, en France et mort le 21 janvier 2001 à Toulon, est un ancien joueur de basket-ball français.

## Palmarès
- Champion de France 1947